# Dioses domésticos
Además de los dioses públicos, que todos los romanos tenían en común, cada familia tenía sus propios dioses, los dioses domésticos . El cabeza de familia o paterfamilias era el encargado del culto.

## Lares
En los primeros tiempos había un solo dios, Lar, pero después pasaron a ser dos. Su representación era mediante unas figurillas que llevaban una especie de plato en la mano y se guardaban en una hornacina o se pintaba su imagen en una pared de la misma, con la apariencia de dos jóvenes danzando. Les estaban consagrados la mesa, el salero y la vajilla. Su altar era el hogar de la casa, se les hacían ofrendas de alimentos, racimos de uvas, coronas de espigas, tarros de miel, tortas de harina. En los grandes acontecimientos familiares, bodas, defunciones..., se les honraba de forma especial y como mínimo una vez al mes se quemaba incienso y se hacía una libación de vino en su honor.
También las ciudades tenían sus propios Lares. Los que protegían los cruces de las calles se llamaban Compitales y en cada cruce se levantaba una pequeña capilla en su honor, los Protectores cuidaban de las murallas de Roma y se representaban mediante dos jóvenes armados con lanza, vestidos con una piel de cabra y acompañados por un perro.

## Manes
Eran las almas de los familiares difuntos. Como los romanos temían a los muertos, les llamaban con este nombre que significa "buenos" y les tributaban culto a fin de ganarse su protección y evitar que se convirtieran en espíritus maléficos, a los que llamaban Larvas o Lémures. Aparte de fiestas específicas, se les hacían sencillas ofrendas de vino, miel, leche y flores.

## Penates
Su verdadera naturaleza no está clara por lo que se confunden con los lares. Antes de cada comida, reunidos todos en torno a la mesa, el paterfamilias arrojaba al fuego del hogar las primicias de los alimentos. Sus ofrendas usuales eran la sal y la harina. También las ciudades tenían sus Penates particulares, los de Roma remontaban a los de Troya, salvados por Anquises y llevados a Italia por Eneas.

## Genio
Era el dios personal de cada hombre (el de las mujeres era la diosa Juno). Presidía las bodas y bajo su protección estaban el lecho conyugal y la unión sexual. Se le tributaba culto el día del cumpleaños de cada uno con una ofrenda sencilla: flores, incienso, vino, pasteles. La parte del cuerpo humano que les estaba consagrada de manera particular era la frente, de ahí la costumbre de tocarse la misma cuando oraban o juraban por su Genio. Se le representaba bajo la forma de una serpiente. Como en los casos anteriores, también las ciudades tenían su Genio privado, el de Roma era tan misterioso que ni siquiera se sabía con seguridad su sexo, por lo que se le invocaba siempre con la fórmula siue mas siue femina, "ya seas varón, ya seas hembra"
- Datos: Q5807700